# Ferdinando Magellano
Ferdinando Magellano (in latino Ferdinandus Magellanus; in portoghese Fernão de Magalhães; Porto, 1480 – Mactan, 27 aprile 1521) è stato un esploratore e navigatore portoghese.
È conosciuto soprattutto come promotore della prima circumnavigazione del globo, benché la spedizione partita nel 1519 sotto il suo comando sia stata completata nel settembre 1522 da Juan Sebastián Elcano, poiché Magellano morì l'anno precedente a Mactan, nelle Filippine. Partendo dalla Spagna, navigò verso ovest fino alle Molucche, scoprendo lungo la rotta lo stretto che oggi porta il suo nome.

## Biografia

### Origini e primi viaggi in Oriente e Marocco

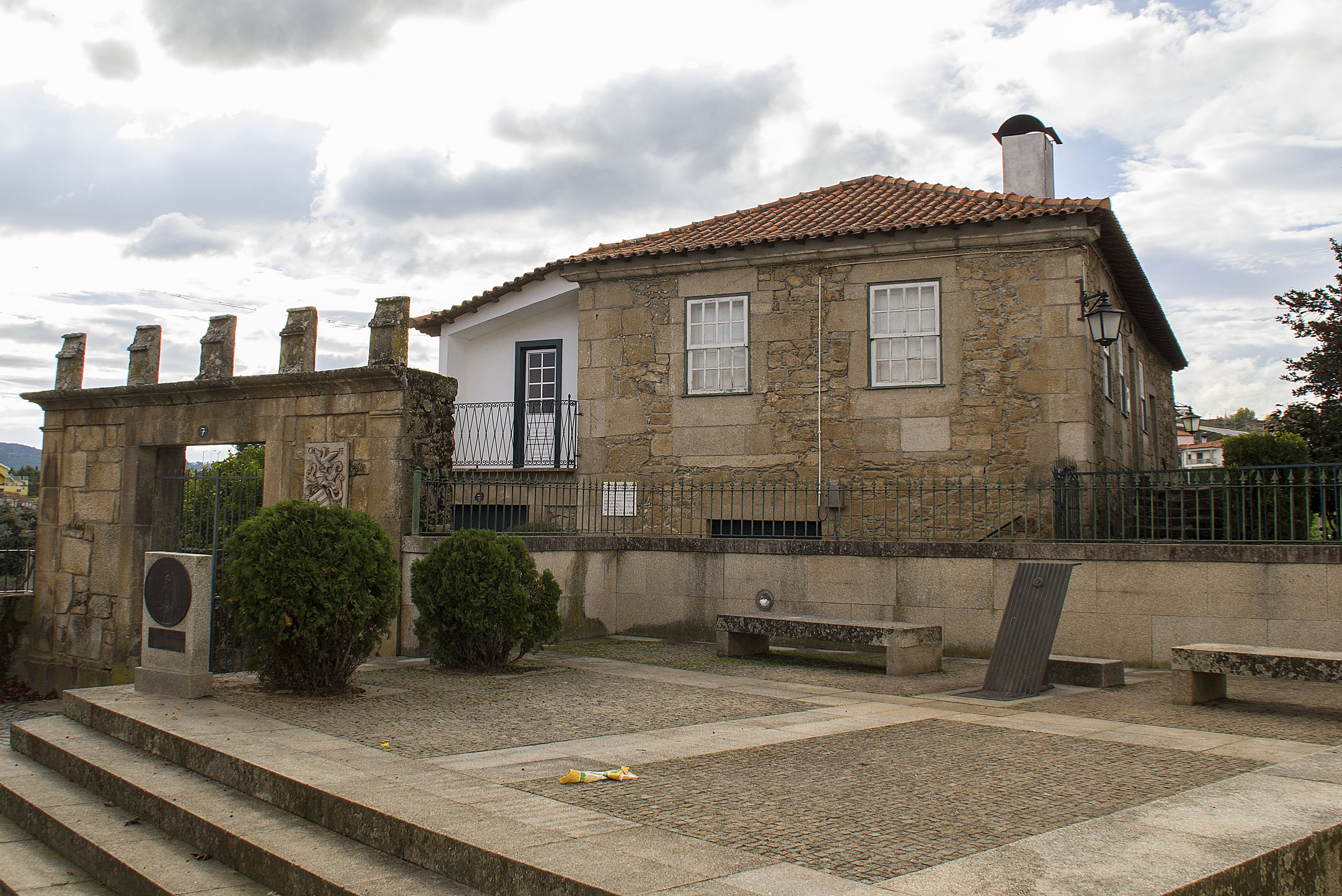
La casa dove Magellano visse a Sabrosa, in Portogallo

Sono diverse le località che nei secoli sono state ritenute il luogo di nascita di Magellano, tra cui Sabrosa, Ponte da Barca, Vila Nova de Gaia e soprattutto Porto.
Ferdinando Magellano apparteneva a uno dei rami dell'antica stirpe dei Magalhães, una nobile famiglia del nord del Portogallo la cui origine risale alla fine del XIII secolo. Gli storici faticano a collocarlo con precisione nell'albero genealogico e non si sa nulla dei suoi primi anni di vita; secondo alcune ricostruzioni, forse fuorvianti, pare che i suoi genitori, Rui de Magalhães, alcaide-mór (governatore) di Aveiro, e Alda de Mesquita, appartenessero alla bassa nobiltà. In giovane età, il padre potrebbe avergli fatto rivestire il ruolo di paggio alla corte della regina Eleonora di Viseu, dove probabilmente imparò la navigazione e l'astronomia, in particolare apprendendo dagli scritti di Martin Behaim, di cui scoprì una carta nell'archivio segreto di Lisbona.
La prima menzione storicamente certa, un documento d'archivio, lo designa come ausiliario (sobresaliente) e al servizio (moradores) della Casa del Re sulla flotta di Francisco de Almeida, nominato viceré delle Indie orientali portoghesi. Fu a bordo di questo gruppo di venti navi che lasciò Lisbona il 25 marzo 1505. Una volta raggiunte le Indie, combatté insieme a Francisco Serrão salvandolo per due volte, e trascorse alcuni mesi impegnato nel commercio del pepe, prima di prendere parte alla conquista di Malacca nell'estate del 1511 sotto il comando di Alfonso de Albuquerque. Il suo amico Francisco Serrão raggiunse l'isola di Ternate, nelle Molucche, dove si stabilì in maniera permanente dopo aver ottenuto il favore del re locale. Magellano continuò a rimanere in contatto con Serrão tramite corrispondenza, prima di lasciare Malacca nel gennaio del 1513 e ritornare in Portogallo.
Nell'estate del 1513, Magellano fu inviato in Marocco con un potente esercito al fine di impadronirsi di Azemmour. Durante i combattimenti si dice che sia stato ferito all'articolazione di un ginocchio, evento che lo lasciò leggermente zoppo per il resto della sua vita. Dopo essersi allontanato senza permesso, fu accusato di aver rivenduto parte del bottino ai Mori. Queste accuse furono presto ritirate, ma il rapporto con il suo sovrano, il re Manuele, ne uscì definitivamente compromesso, con la corona lusitana che si rifiutò di aumentargli la pensione di oltre mezzo cruzado al mese. Nel frattempo, Magellano cominciò seriamente a pensare a un percorso marittimo che potesse condurlo alle «Isole delle Spezie» da ovest, stando però attento a non parlarne con il suo monarca (che già si riforniva di chiodi di garofano dalle Molucche e di noce moscata dalle isole Banda attraverso i commercianti malesi). Alla fine, chiese semplicemente alla corona di essere liberato dai suoi obblighi. Deluso per non essersi visto riconoscere i propri meriti in Portogallo, Magellano rimase a Lisbona per un altro anno, entrando in amicizia con il matematico e cartografo Rui Faleiro e pianificando ancora più nei dettagli la sua spedizione. A quel punto decise di offrire i propri servigi al re di Spagna, il futuro Carlo V, che all'epoca aveva solo diciotto anni. La posta in gioco non era tanto la scoperta delle Molucche, già note e colonizzate dai portoghesi, quanto il loro possesso in virtù della loro presunta posizione nell'emisfero definito dal trattato di Tordesillas e riservato agli spagnoli. Pedro e Jorge Reinel, due cartografi portoghesi che si unirono a Magellano, disegnarono un dettagliato planisfero nel 1519, collocando le Molucche, sulla base delle indicazioni del navigatore, a ovest del Pacifico, ma chiaramente nel dominio del re di Spagna.

### La circumnavigazione del globo

Le tappe della circumnavigazione di Magellano

#### Preparativi per la partenza (1517-1519)
Nell'ottobre 1517, a Siviglia, Magellano si pose sotto la protezione di un portoghese che aveva servito in Spagna, Diogo Barbosa, il quale ricopriva l'importante carica di alcalde dell'arsenale di Siviglia. Nel dicembre 1517 sposò Beatriz Barbosa, figlia di Diogo, dalla quale ebbe due figli: Rodrigo, morto in tenera età, e Carlos, deceduto alla nascita.
Magellano si mise in contatto con Juan de Aranda, fattore della Casa de Contratación. Più tardi, in seguito all'arrivo del suo compagno Rui Faleiro e grazie al sostegno di Aranda, essi presentarono il loro progetto al monarca spagnolo Carlo, il futuro Carlo V, appena arrivato in Spagna. La proposta di Magellano, che godette anche dell'appoggio del potente vescovo Juan Rodríguez de Fonseca, apparve particolarmente interessante, poiché avrebbe consentito di aprire la «via delle spezie» senza compromettere i rapporti con il vicino portoghese, assicurando al contempo ricchezza e onori alla monarchia. Fin dalla Junta de Toro del 1505, la corona si era posta l'obiettivo di scoprire la rotta occidentale per raggiungere l'Asia, evitando il lungo e faticoso percorso intorno all'Africa; un progetto simile era dunque già nell'aria. Juan Díaz de Solís, un portoghese al servizio della Spagna, aveva appena tentato di individuare questa rotta esplorando il Río de la Plata nel 1515-1516, perdendovi però la vita.
Il 22 marzo 1518, Carlo V nominò capitani Magellano e Faleiro, incaricandoli di andare alla ricerca delle isole delle Spezie; a luglio li elevò inoltre al grado di commendatori dell'Ordine di Santiago. Il re concesse loro:
- il monopolio sulla rotta scoperta per dieci anni;
- la nomina a governatori delle terre e delle isole che avrebbero incontrato, con diritto al 5% dei guadagni netti che ne sarebbero derivati;
- un ventesimo dei guadagni ottenuti durante il viaggio;
- il diritto di detrarre mille ducati dai viaggi futuri di dazio, pagando solo il 5% sulla franchigia;
- la concessione di un'isola ciascuno, mentre per le sei più ricche sarebbe spettato solo un quindicesimo.

La spedizione fu in gran parte finanziata dalla corona, dotata di cinque caracche (navi con scafo tondeggiante e due alte torri di comando a prua e a poppa) e provvista di vettovaglie sufficienti per due anni di viaggio.
Numerosi problemi sorsero già durante i preparativi: carenze finanziarie, le astuzie del re del Portogallo che tentò di far arrestare i principali partecipanti, la diffidenza dei castigliani verso Magellano e gli altri lusitani, senza contare il carattere difficile di Faleiro. Alla fine, grazie alla tenacia di Magellano, la spedizione poté dirsi pronta a partire. Grazie al già citato vescovo Juan Rodríguez de Fonseca, fu possibile coinvolgere anche il mercante fiammingo Cristóbal de Haro, che fornì parte dei fondi e delle merci.

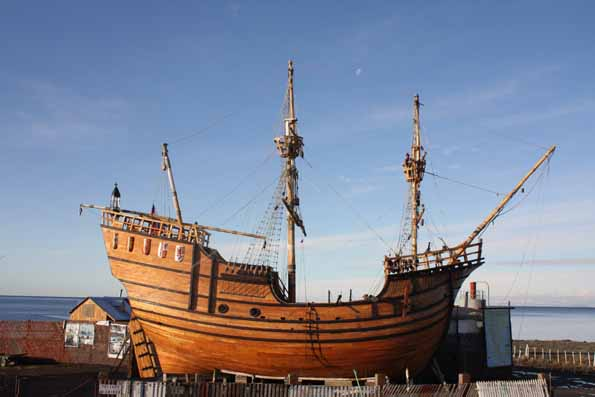
Riproduzione della caracca Victoria au al Nao Victoria Museum a Punta Arenas, in Cile

La flotta salpò da Siviglia il 10 agosto 1519, ma dovette attendere fino al 20 settembre per prendere il largo da Sanlúcar de Barrameda, con 237 uomini suddivisi su cinque navi: la Trinidad, ammiraglia comandata da Magellano; la San Antonio, sotto il comando di Juan de Cartagena; la Concepción, affidata a Gaspar de Quesada; la Santiago, agli ordini di Juan Serrano; e la Victoria, diretta da Luis de Mendoza. Gli equipaggi provenivano da diverse aree geografiche: «Oltre agli spagnoli, c'erano tra loro portoghesi, italiani, greci e persino francesi, [...] senza dimenticare un inglese e un sumatrano».
| Nave        | Peso (in tonnellate) | Equipaggio | Dettagli |
| ----------- | -------------------- | ---------- | --- |
| Trinidad    | 110                  | 62         | Un ausiliario sbarcò alle Canarie. Comandata da Magellano, fu abbordata dai portoghesi nelle Molucche, con venti marinai sopravvissuti a un drammatico tentativo di traversata del Pacifico. |
| San Antonio | 120                  | 55         | Abbandonò la spedizione allo Stretto di Magellano e tornò a Siviglia il 6 maggio 1521. |
| Concepcion  | 90                   | 44         | Un ausiliario salì a bordo alle Canarie. Nave abbandonata e data alle fiamme al largo di Bohol, vicino a Cebu, per carenza di equipaggio. |
| Santiago    | 75                   | 31         | Due ausiliari salirono a bordo alle Canarie. Affondata il 3 maggio 1520 nei pressi del fiume Santa Cruz, in Argentina. |
| Victoria    | 85                   | 45         | Un ausiliario salì a bordo alle Canarie. Fu l'unica nave a completare la circumnavigazione; all'arrivo sopravvissero solo diciotto europei e tre molucchesi. Tuttavia, dodici dei marinai europei e un molucchese, fatti prigionieri dai portoghesi a Capo Verde, raggiunsero Lisbona e poi Siviglia poche settimane dopo. |
| Totale      | 480                  | 237        | Incluso Juanillo, il figlio meticcio del pilota João de Carvalho, che si unì al padre nella baia di Rio, così come i quattro uomini che si imbarcarono alle Canarie, parteciparono alla spedizione di Magellano 242 uomini. Tra loro, furono 91 i sopravvissuti.                                                           |

#### Costeggiamento del Sud America e ammutinamento di San Julián (1519-1520)

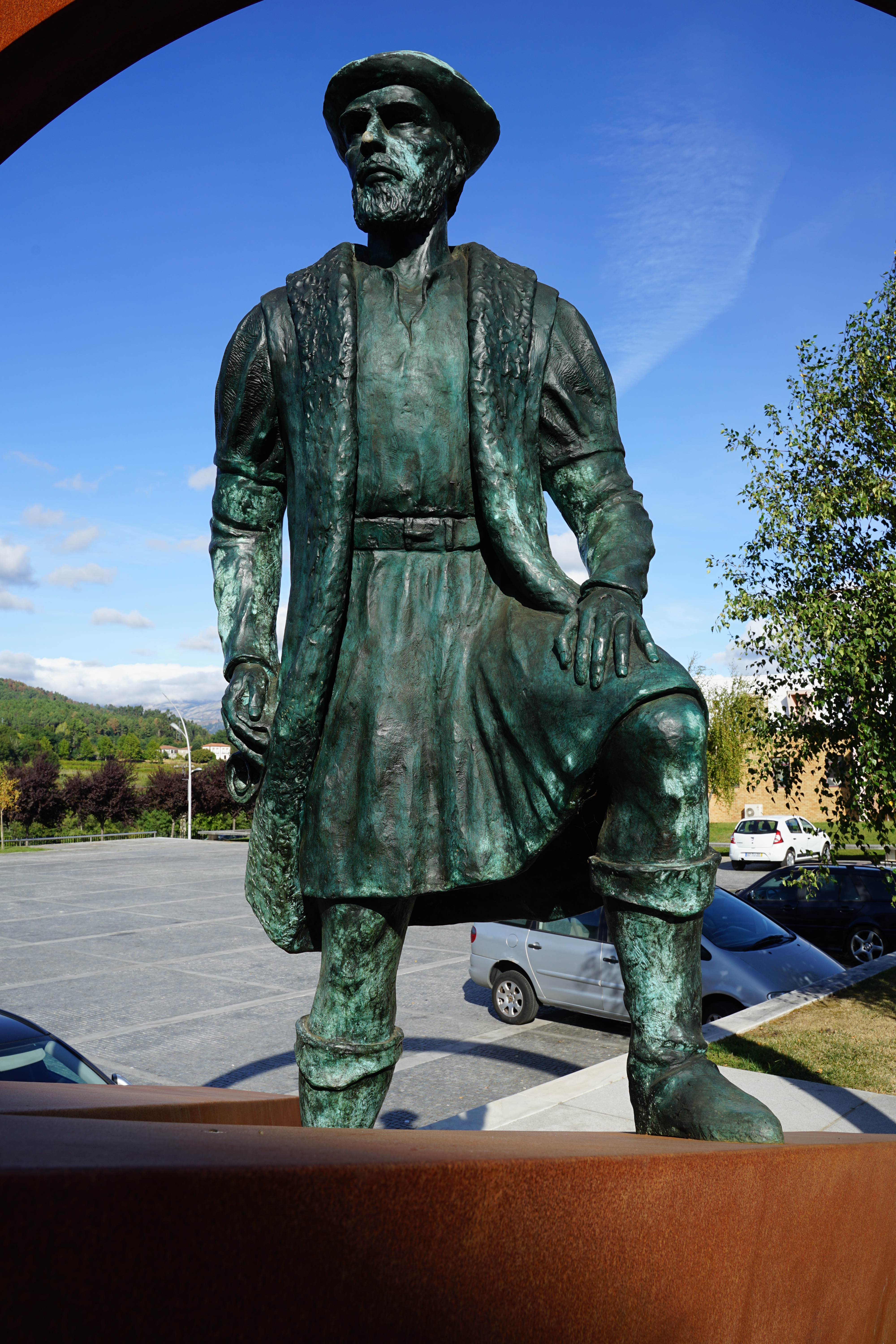
Statua di Magellano a Ponte da Barca, in Portogallo

Uno dei membri della spedizione, il vicentino Antonio Pigafetta, stilò un prezioso diario del viaggio. È grazie a lui che disponiamo non solo di un resoconto completo della traversata, poiché fu uno dei 18 sopravvissuti che tornarono il 6 settembre 1522, ma anche di informazioni sugli ammutinati. Dei cinque capitani della spedizione, infatti, sembra che almeno tre non condividessero le opinioni di Magellano, al punto che alcuni complottarono per esautorarlo (Pigafetta annota: «li capitani suoi lo odiavano»).
Dopo una breve sosta alle isole Canarie, la flotta trascorse quattro mesi solcando le acque dell'Atlantico fino a scorgere le coste del Brasile nel dicembre 1519. Quest'ultima terra era già una colonia portoghese, ma le navi di Magellano non nascosero le bandiere spagnole, poiché dove si recarono non vi era traccia di insediamenti lusitani. Dopo una breve sosta per fare rifornimento a Ponta de Baleia, vicino all'arcipelago di Abrolhos, Magellano decise di gettare l'ancora il 13 dicembre 1519 nella baia di Santa Lucia, oggi sede di Rio de Janeiro, che uno dei suoi timonieri, João Lopes Carvalho, conosceva bene essendovi stato sette anni prima. Lì trovò Juanillo, che all'epoca aveva sette anni, il figlio avuto da una donna indiana, e desiderò imbarcarlo sulla Concepción.
Alla fine di dicembre 1519, dopo uno scalo di quattordici giorni, la flotta si diresse a sud per cercare di aggirare il Sud America. L'estate australe stava per finire e, più la navigazione procedeva verso sud, più il freddo si faceva pungente; per questo motivo Magellano decise di svernare in una regione il cui nome odierno si deve a Pigafetta: la Patagonia (patagão, "dai lunghi piedi"), in Argentina. Raggiunta la foce del Rio della Plata, l'equipaggio risalì il corso del fiume per un certo tratto riparandosi dal maltempo, convinto che fosse quello il tanto agognato passaggio. Pigafetta stesso conferma questa ipotesi, ingannato dalla convinzione che tra il Sud America e le Indie vi fosse solo una stretta porzione di mare, simile a Gibilterra. Una volta accertato che l'acqua era ancora dolce, il 31 marzo 1520 la flotta trovò rifugio in un estuario riparato che chiamarono porto di San Julián. Fu qui che scoppiò il cosiddetto "ammutinamento pasquale", da cui Magellano uscì vivo ma con gravi ripercussioni. Gli equipaggi si ribellarono apertamente tra il 1º e il 2 aprile, guidati da Juan de Cartagena, Luis de Mendoza e Gaspar de Quesada, preoccupati per la piega che stava prendendo il viaggio, dubitando dell'esistenza di un passaggio verso ovest e, soprattutto, delle possibilità di sopravvivenza in quelle regioni fredde e spoglie.
Magellano e i marinai che gli rimasero fedeli riuscirono abilmente a liberarsi degli ammutinati grazie a uno stratagemma: finsero di invitarli a una messa celebrata lungo la costa e attirarono in realtà i loro nemici in una trappola. Mendoza fu ucciso senza possibilità di reagire dal prevosto (alguazil) Gonzalo Gómez de Espinosa; Quesada fu giustiziato dopo un giudizio sommario, mentre Juan de Cartagena e il sacerdote Pedro Sánchez de la Reina furono abbandonati al proprio destino sulle coste della Patagonia con una spada e un tozzo di pane. La sentenza inflitta ad altri quaranta ammutinati, tra cui Juan Sebastián Elcano, fu poi convertita in un'amnistia. Alcuni, come il cosmografo Andrés de San Martín, subirono anche la dolorosa tortura del tratto di corda. La clemenza di Magellano non deve sorprendere: aveva infatti bisogno di ogni marinaio possibile per proseguire il viaggio, come sottolinea Stefan Zweig: «Come continuare l'impresa se impicca alle antenne un quinto dell'equipaggio? A mille miglia dalla patria, in una regione inospitale, l'ammiraglio non può privarsi di cento braccia che lavorano».

#### Alla scoperta dello stretto di Magellano (1520)

Mappa che mostra il percorso compiuto dalle navi nello stretto

Durante l'estate australe, Magellano decise di inviare una delle sue navi in ricognizione per individuare il famoso passaggio che lo avrebbe condotto verso l'Oceano Pacifico. Malauguratamente, la Santiago si incagliò nel maggio 1520; tre mesi dopo, Magellano decise di proseguire a sud con le quattro caracche rimaste operative. Il 21 ottobre avvistò un capo che segnava l'ingresso dello stretto e che battezzò capo Virgenes. Iniziando a esplorare il passaggio, si accorse che vi era effettivamente una via a occidente. Nel labirinto di fiordi in cui dovette districarsi, circondato da «minacciose» scogliere e acque «sinistre», impiegò più di un mese per attraversare tutta l'area. I resoconti riferiscono che, durante la traversata dello stretto, i marinai scorsero molti «fumi» nell'entroterra, probabilmente dovuti a fuochi accesi dagli indigeni, da cui derivò il nome Tierra del Humo (divenuta poi Tierra del Fuego e in italiano Terra del Fuoco), come dedusse anche Carlo V. Lo stretto, inizialmente chiamato "Canale di Tutti i Santi", assunse poco dopo il nome di Stretto di Magellano in onore del navigatore.
Durante l'attraversamento dello stretto, Estêvão Gomes, timoniere della San Antonio, si ribellò insieme ai suoi uomini, fece mettere ai ferri il capitano Àlvaro de Mesquita, cugino di Magellano, e tornò indietro, disertando con il carico di viveri e merci da scambiare. Dopo aver attraversato l'Atlantico, la nave raggiunse Siviglia il 6 maggio 1521 con 55 uomini a bordo.

#### Attraversamento del Pacifico e morte di Magellano (1520-1521)

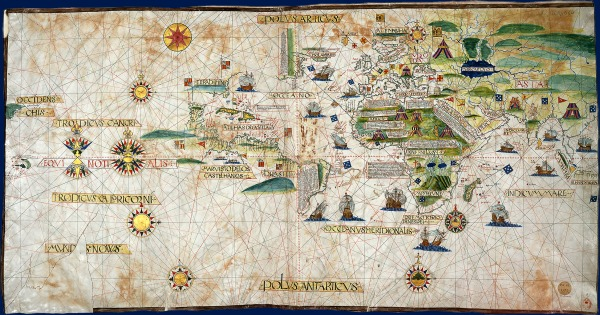
Da tempo conosciuta come Kunstmann IV, questa mappa del 1519, attribuita a Jorge Reinel e molto probabilmente quella presentata da Magellano a Carlo V, si distingue dalle solite rappresentazioni dell'epoca per la dimensione piuttosto realistica del "Mare del Sud" (l'Oceano Pacifico). La mappa qui mostrata è una copia realizzata da Otto Progel nel 1836 e conservata presso la Biblioteca nazionale di Francia; l'originale era conservata a Monaco di Baviera ed è andata perduta durante la seconda guerra mondiale. Sempre attribuita a uno dei fratelli Reinel, un'altra carta simile del 1519, ultimata però in proiezione polare antartica, è conservata nella biblioteca del Palazzo di Topkapı di Istanbul come Hazine n. 1825.

All'epoca di Magellano, la circonferenza terrestre non era ancora nota con precisione, nonostante il calcolo effettuato con errore quasi trascurabile dal greco Eratostene quasi diciotto secoli prima. Tradizionalmente, si ritiene che Magellano sottostimasse la dimensione del Pacifico, benché qualche studioso abbia espresso opinioni contrarie. Sulla base di un'analisi grafica delle misure indicate da Magellano nella memoria geografica (Lembrança geográfica) inviata a Carlo V nel settembre 1519, lo storico lusitano José Manuel Garcia ha ipotizzato che il navigatore si rifacesse ad altri autori e fosse consapevole dei rischi rappresentati da un grande oceano, pur non immaginandolo così ampio come si sarebbe poi rivelato. Quest'interpretazione dei calcoli di Magellano lascia intuire l'effettiva presenza di un oceano molto vasto tra il sud del continente americano e l'obiettivo primario della spedizione marittima, cioè l'arcipelago delle Molucche. Magellano collocava le Molucche circa 4° a est della sfera d'influenza spagnola in Estremo Oriente, come definita dal trattato di Tordesillas del 1494; in realtà, l'arcipelago si trovava 5° a ovest, quindi nel dominio portoghese. L'errore risultò talmente piccolo e difficile da correggere con gli strumenti dell'epoca che la posizione delle Molucche fu determinata con precisione solo due o tre secoli dopo. Un altro elemento a sostegno di questa ricostruzione riguarda i dati geografici riportati nella Lembrança geográfica e replicati su una carta marittima anonima del 1519 attribuita al cartografo portoghese Jorge Reinel che, con il padre Pedro Reinel, anch'egli cartografo, si era unito all'esploratore a Siviglia. Non si può escludere che questa carta coincida con i due planisferi sequestrati dai portoghesi sulla Trinidad (nave ammiraglia della flotta) il 28 ottobre 1522 o sia simile al planisfero dipinto che, secondo il cronista spagnolo Bartolomé de Las Casas, Magellano e il cosmografo Rui Faleiro presentarono a Carlo V alla fine di febbraio o all'inizio di marzo 1518 a Valladolid, quando la spedizione ricevette il placet dei finanziamenti.
Qualunque sia la verità e malgrado le sue previsioni, il navigatore si trovò ad affrontare una navigazione in mare aperto per un tempo assai più lungo del previsto. Dopo aver resistito a grandi tempeste fino al 18 dicembre 1520 (navigando verso nord lungo la costa cilena), secondo la cronaca dello storico spagnolo Antonio de Herrera y Tordesillas, Magellano decise di sostituire il nome "Mare del Sud" con quello di "Pacifico", a causa delle acque calme incontrate durante il resto della traversata verso le isole Marianne e poi le future Filippine, viaggio che durò tre mesi e venti giorni. Per via della rotta seguita, non si avvicinò a nessuna delle numerose isole dell'Oceania, ad eccezione di due atolli deserti da lui battezzati Islas Infortunadas ("isole della Sventura", oggi Puka Puka) dove non poté sbarcare. Secondo David Abulafia, fu piuttosto sfortunato a non incontrare né isole né piccole imbarcazioni della Polinesia o della Micronesia.

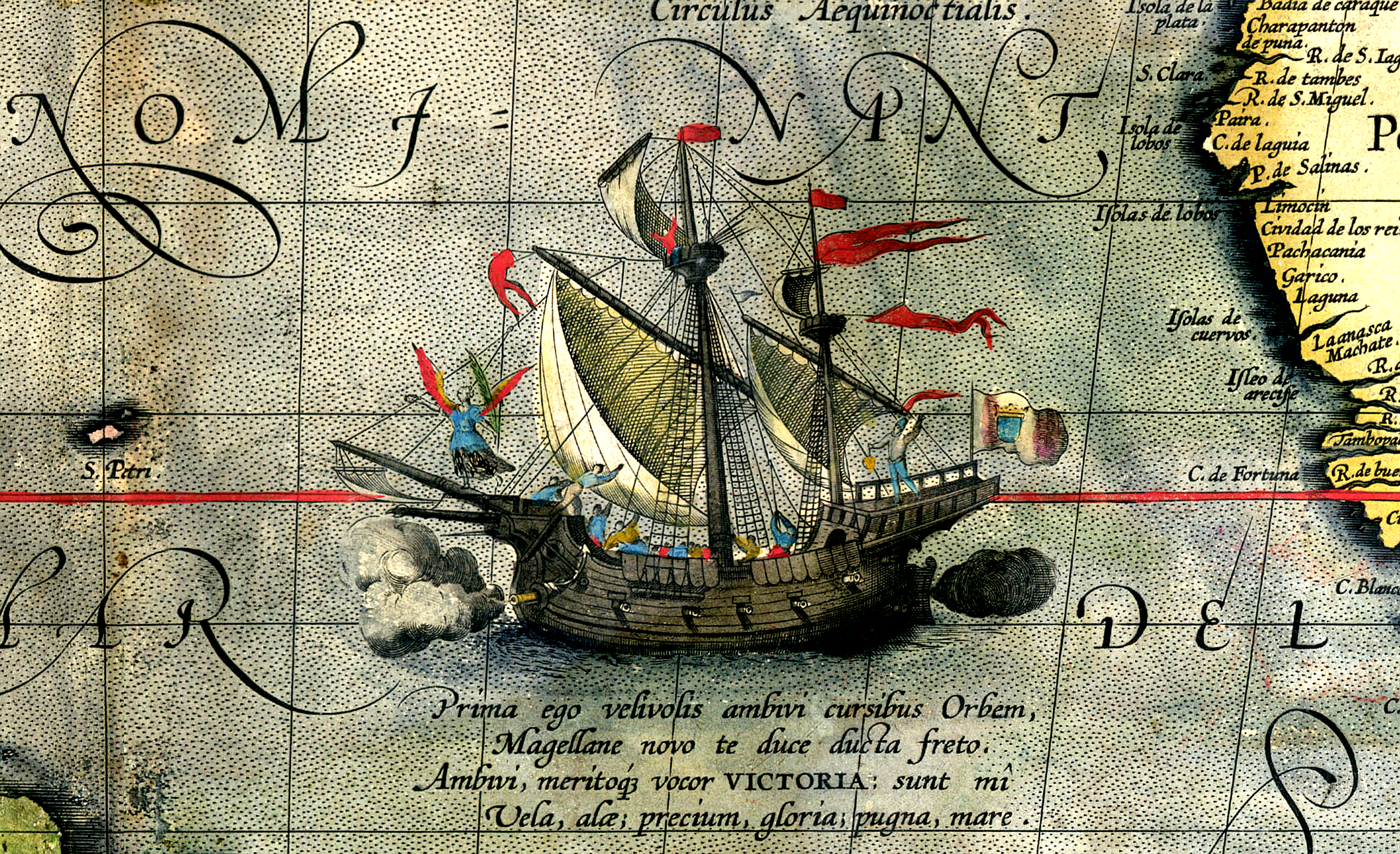
La Victoria su una mappa di Abramo Ortelio della fine del XVI secolo

L'acqua potabile scarseggiava e le razioni diminuivano, tanto che l'equipaggio fu costretto a sopravvivere nutrendosi di topi e poi di gatti, bevendo una zuppa fatta di trucioli di legno imbevuti di acqua di mare e cucinando quadrati di cuoio scuciti dagli angoli delle vele. Antonio Pigafetta testimonia: «Abbiamo mangiato solo vecchie gallette ridotte in una sporca polvere grigiastra brulicante di vermi, e per di più contaminata dagli escrementi dei topi che, resi furibondi dalla fame, si sono lanciati su quegli ultimi miseri resti di cibo». Non vanno dimenticate le malattie: scorbuto e beriberi minarono gravemente la salute dell'equipaggio. Mentre Vecchia sostiene che le asperità di quei tre mesi e mezzo ridussero sensibilmente il numero dei marinai, Castro ipotizza che le perdite si limitarono a nove uomini e che ciò fu dovuto soprattutto al sedano selvatico raccolto in abbondanza nello stretto. Il 6 marzo 1521 gli uomini scorsero in lontananza Guam, nelle Marianne, dove poterono fare un parziale rifornimento, pur venendo depredati dagli indigeni accorsi a bordo di canoe; per questo motivo l'arcipelago fu chiamato da Pigafetta Las Islas de los Ladrones ("Le isole dei ladri"). Da lì salparono per le Filippine e sbarcarono il 17 marzo sull'isola di Homonhon. Pigafetta descrive paesaggi idilliaci, spezie, uccelli variopinti e indigeni dai comportamenti apparentemente pacifici. Una nuova sosta ebbe luogo a Limasawa, dove pare fu celebrata la prima messa delle Filippine; durante un secondo approdo, a Cebu, il re Humabon si convertì al cristianesimo assieme al suo popolo.
Lapu-Lapu, re della piccola isola di Mactan, di fronte a Cebu, rifiutò di sottomettersi agli invasori. Magellano guidò una spedizione contro di lui, ritenendo che sessanta uomini in armatura dotati di archibugi potessero sconfiggere un numero di indigeni nudi trenta volte superiore. Durante la battaglia che ne seguì, Magellano vide cadere sei dei suoi compagni: egli stesso, ferito da una freccia avvelenata, morì il 27 aprile 1521. La cronaca di Antonio Pigafetta fornisce dettagli essenziali su questo episodio: i guerrieri di Lapu-Lapu avevano realizzato scudi di legno estremamente duri, resistenti agli archibugi, e prepararono frecce avvelenate il cui veleno aveva un'efficacia quasi immediata.
Quattro giorni dopo la sconfitta di Mactan, il 1º maggio, Humabon tese un'imboscata ai superstiti durante una cena in cui dichiarò di voler consegnare agli ufficiali della flotta, nelle parole di Pigafetta, «gioielli e regali che aveva promesso di inviare al re di Spagna», uccidendoli. Secondo Pietro Martire d'Anghiera l'episodio non fu premeditato, ma fu conseguenza dei tentativi di stupro delle donne da parte dagli europei. I membri dell'equipaggio rimasti a bordo delle caracche ancorate si diedero alla fuga. Sempre secondo Pigafetta, Enrique, schiavo e interprete di Magellano, originario della Malesia, si schierò a favore di Humabon. Ciò accadde forse perché, nonostante il testamento di Magellano prevedesse la libertà del fedele servitore alla morte del padrone, il cognato di Magellano, Duarte Barbosa, rifiutò di rispettare la disposizione e pretese che Enrique rimanesse a bordo. Quando Humabon fu informato delle debolezze degli europei rimasti senza un capo dopo la morte di Magellano, ritenne che fosse il momento propizio per sbarazzarsi di loro.
Per quanto riguarda le spoglie di Magellano, furono trattenute dai nativi e ogni richiesta di restituzione fu respinta. Una simile decisione si spiega probabilmente con motivazioni simboliche: si pensava che conservare il cadavere di un avversario giunto da una terra lontana servisse da monito e deterrente per chiunque avesse osato muovere guerra a un re tanto temibile. Oggi, un cenotafio in memoria del navigatore si trova vicino alla spiaggia di Mactan, dove si presume sia stato ucciso il portoghese.

#### Le spezie delle Molucche e il ritorno in Spagna (1521-1522)

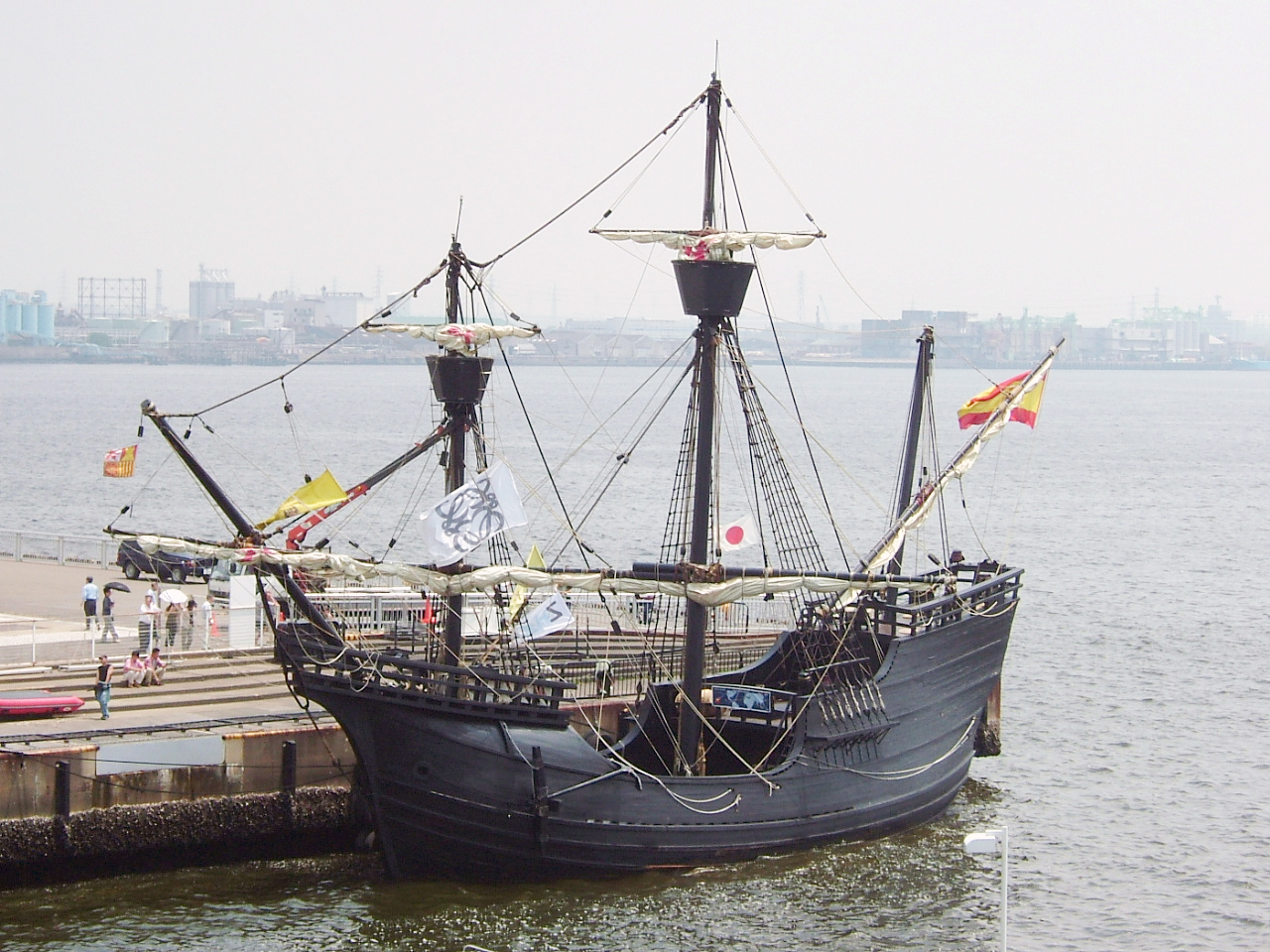
La Victoria, la prima nave a completare la circumnavigazione del globo. Replica della nave esposta al Expo 2005 tenutosi in Giappone

Dopo gli avvenimenti sopra esposti, rimanevano 113 uomini al servizio di Juan Sebastián Elcano. Il numero appariva insufficiente a garantire la corretta efficienza delle navi, motivo per cui, il 2 maggio 1521, la Concepción, che versava nelle condizioni peggiori, fu data alle fiamme davanti all'isola di Bohol. La Victoria e la Trinidad salparono all'inizio di maggio, fecero tappa a Palawan per fare scorta di riso e poi raggiunsero la città di Brunei a metà luglio, nel nord del Borneo. Il 29 luglio ripresero il mare e virarono verso le isole delle Spezie, raggiunte poco più di quattro mesi dopo. Zweig critica l'inesperienza di chi aveva sostituito Magellano, sottolineando, oltre al «rilassamento della disciplina», che «i superstiti vanno aggirandosi come dei ciechi o degli abbagliati nell'arcipelago della Sonda. Invece di puntare direttamente verso le Molucche, alle quali sono già vicinissimi, volgono a nord-ovest, procedendo poi con incerto zig-zag».
Le navi arrivarono a Tidore, nelle Molucche, l'8 novembre 1521. Queste isole erano già note ai portoghesi da circa quindici anni, con Francisco Serrão (morto pochi mesi prima dell'arrivo delle navi) che vi era presente dal 1512. Gli equipaggi caricarono di spezie le due imbarcazioni superstiti. Mentre la Victoria si preparava a lasciare il porto, venne scoperta un'importante falla nella Trinidad, che fu costretta a sostare per compiere le riparazioni necessarie e partire con quattro mesi di ritardo. Con 50 uomini a bordo e comandata da João Lopes de Carvalho, la nave fu infine abbordata dai portoghesi, che vi trovarono solo venti marinai decisamente provati dal tentativo di raggiungere, facendo scalo a Panama, la Spagna transatlantica.
La Victoria, con a bordo sessanta uomini di cui tredici molucchesi, al comando di Elcano, lasciò l'isola di Tidore il 21 dicembre 1521, riuscendo ad attraversare l'Oceano Indiano e a doppiare il Capo di Buona Speranza per raggiungere la Spagna. Il percorso non si rivelò, ancora una volta, privo di ostacoli: stremati dalla fame e dalle riparazioni che non potevano essere eseguite per paura di perdere o danneggiare il ricco carico di chiodi di garofano, alcuni membri dell'equipaggio chiesero insistentemente di sbarcare in Mozambico, pur sapendo che si trattava di una colonia portoghese, dichiarandosi pronti a preferire la prigione all'inedia. Sbarcati più a sud in cerca di viveri, i ricognitori non trovarono né acqua né frutta e dovettero tornare a bordo a mani vuote. Una volta raggiunto l'odierno Sudafrica meridionale, una tempesta colse l'imbarcazione, che però riuscì a proseguire e a raggiungere, con soli tre indigeni sopravvissuti, Capo Verde il 9 luglio. Fu lì che dodici uomini furono fatti prigionieri dai portoghesi, ma poterono tornare in Spagna qualche settimana più tardi.
Solo diciotto membri dell'equipaggio raggiunsero Sanlúcar de Barrameda il 6 settembre 1522, data conclusiva del lungo viaggio avviato da Magellano. La Victoria fu il primo vascello a compiere la circumnavigazione completa del globo. La vendita delle spezie riportate nella stiva compensò la maggior parte delle spese sostenute inizialmente, ma non fu sufficiente a coprire i risarcimenti dovuti ai superstiti e alle vedove. Da un'analisi generale, il saldo finanziario risultò molto negativo e le spedizioni successive (García Jofre de Loaísa nel 1526 e Álvaro de Saavedra nel 1527) si conclusero in modo ancora più disastroso. Nel 1529, ai sensi del trattato di Saragozza, la Spagna rinunciò definitivamente alle sue pretese sulle Molucche, vendute a caro prezzo per 350.000 ducati. Il profitto politico fu quasi nullo fino a quando la rotta Manila-Acapulco non acquisì importanza nel 1565 e con l'occupazione delle Filippine, rivendicate da Madrid in virtù della prima scoperta. Il viaggio si rivelò più fruttuoso dal punto di vista scientifico che economico, tanto che, riprendendo le parole degli studiosi Mauro Bini e Francesco Sicilia, «la nuova via delle spezie si è rivelata troppo lunga e lo stretto di Magellano praticamente inservibile come regolare via di comunicazione sia per gli spagnoli che per le altre potenze». Ci vollero 58 anni per compiere una seconda circumnavigazione, portata a termine da Francis Drake. Lo Stretto di Magellano, come passaggio per il Pacifico, non fu preso in considerazione per diversi secoli e solo l'apertura del Canale di Panama nel 1914 fornì una soluzione soddisfacente al difficile "passaggio a sud", a ovest di Capo Horn, scoperto nel 1616.

## Rilevanza storica

Monumento in memoria di Magellano a Punta Arenas, in Cile

### Contesto culturale
Il fatto che la Terra fosse sferica era un'informazione ben nota già nel Trecento. Già nel III secolo a.C., infatti, Eratostene ne aveva misurato la circonferenza con un margine di errore trascurabile e, sebbene gli scritti dei Greci, eccetto quelli di Aristotele, non godessero più dello stesso credito del passato, questa conoscenza sopravvisse comunque durante tutto il Medioevo. Il Trattato sulla sfera di Giovanni Sacrobosco, scritto a Parigi nel 1224, trovò ampia diffusione in tutti i circoli accademici senza che la Chiesa lo censurasse. Il primo planisfero terrestre mai realizzato di cui si ha notizia, risalente al 1492, si deve al cartografo e astronomo di Norimberga Martin Behaim.
Nello stesso periodo, in Europa il commercio delle spezie esotiche stava vivendo una fase di grande crescita, circostanza che, unita alla prospettiva di ingenti guadagni, spinse alcuni sovrani a patrocinare geografi ed esploratori. Magellano era convinto che le Molucche («le Isole delle Spezie») ricadessero nella sfera d'influenza spagnola delineata dal trattato di Tordesillas, in base al quale nel 1494 le terre fuori dall'Europa furono divise tra castigliani e lusitani tramite una linea di demarcazione immaginaria. Egli pensava di poter raggiungere il suo obiettivo navigando verso ovest, dopo essersi avvicinato all'arcipelago delle Molucche già durante il soggiorno a Malacca nel 1511-1512. Anche prima di partire per il viaggio verso le Molucche, da cui provenivano per lo più i chiodi di garofano, Magellano aveva ricevuto delle lettere da uno dei suoi amici più intimi, il portoghese Francisco Serrão, che si trovava lì dal 1512. Finanziato dalla corona spagnola, con il progetto di raggiungere le isole delle Spezie mantenendosi nella sfera di influenza spagnola, partì con una flotta di cinque navi, una delle quali riuscì a fare ritorno in patria dopo aver compiuto il giro del mondo, un risultato che inizialmente non era stato previsto.

### Notorietà immediata
L'impresa tentata da Ferdinando Magellano suscitò grande clamore ed ebbe notevoli ripercussioni in Europa: dopo poco più di un quarto di secolo, grazie a lui, il progetto di Cristoforo Colombo poteva dirsi finalmente realizzato e, come ha sottolineato il britannico Oscar Spate (1911-2000), «nessun altro viaggio singolo ha mai aggiunto altrettanto alla dimensione del mondo» come quello di Magellano.
Una delle opere realizzate in maggiore prossimità cronologica, il De Moluccis Insulis di Massimiliano Transilvano, venne pubblicata nel 1523. Fu grazie a questo testo che l'Europa poté soddisfare la propria curiosità riguardo alla prima circumnavigazione del mondo compiuta da una nave spagnola. La Relazione del primo viaggio intorno al mondo, il ben più completo resoconto redatto da Antonio Pigafetta, riscosse un certo successo quando fu pubblicata tra il 1524 e il 1525. Magellano fu duramente criticato dagli spagnoli sopravvissuti al viaggio, che lo condannarono per il modo in cui aveva gestito le operazioni; in Portogallo, invece, fu a lungo considerato un traditore. Le imprese di Magellano caddero quasi nel dimenticatoio alla fine del XVI secolo.

### Ricostruzione storiografica

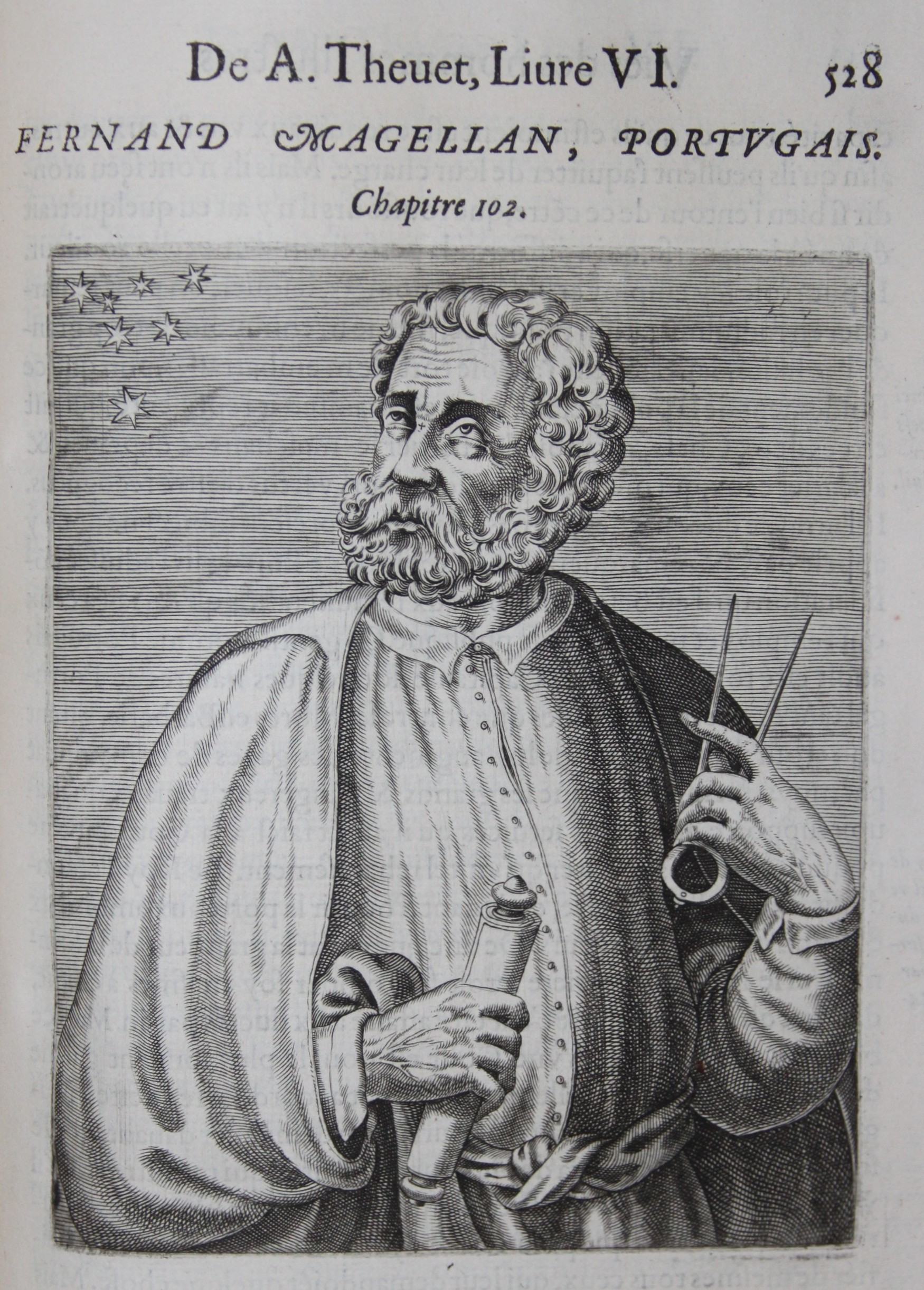
Copertina di Ritratti e vite di uomini illustri, 1584

Benché del viaggio si conoscano vari resoconti, commenti e testimonianze redatti nel XVI secolo, le prime opere importanti dedicate alla figura di Magellano risalgono soltanto all'Ottocento, grazie alla pubblicazione, avvenuta nel 1864 in Cile, di una biografia del navigatore ad opera di Barros Arana. Il suo lavoro spinse vari autori europei a scrivere sull'argomento tra la fine dell'Ottocento e le importanti sintesi di José Toribio Medina (1920) e del visconte di Lagoa (1938). Da quel momento, ogni documento d'archivio incentrato esclusivamente sulla vicenda ha iniziato a essere pubblicato con maggiore costanza in ambito accademico.
Le origini e i dettagli relativi a molti anni della vita di Magellano prima della partenza restano ancora oggi incerti. L'intero viaggio, invece, è noto con ampio margine grazie a numerosi documenti dell'epoca, primo fra tutti la Relazione del primo viaggio intorno al mondo, il resoconto completo di Antonio Pigafetta, uno dei superstiti della spedizione; del manoscritto originale perduto rimangono solo quattro copie (tre in francese e una in italiano), la cui versione più completa è conservata a New Haven, negli Stati Uniti. Si devono ricordare anche una serie di lettere e deposizioni, oltre a resoconti e testimonianze più frammentarie ma comunque preziose, tra cui il diario di bordo di Francisco Albo, il racconto di Ginés de Mafra o il diario di bordo del pilota genovese. Tutti questi scritti hanno consentito agli storici di ripercorrere l'intero percorso della flotta durante la lunga navigazione e di identificare le varie località visitate.
Anche i cronisti dell'epoca riferirono dell'impresa dal versante spagnolo. Si pensi a Massimiliano Transilvano che scrisse a partire dal gennaio 1523, a Pietro Martire d'Anghiera nel 1530 o al cronista reale Antonio de Herrera y Tordesillas nel 1601, che, pur avendo compiuto la sua opera più tardi, resta più affidabile dei suoi predecessori Gonzalo Fernández de Oviedo y Valdés e Francisco López de Gómara. Dal lato portoghese, si ricordano Fernão Lopes de Castanheda (1552), Damião de Góis (1557) e João de Barros (1563).

### Successo postumo
Furono soltanto i movimenti nazionalisti del primo Novecento a riportare Magellano al centro della scena, con Spagna e Portogallo che volevano entrambe fregiarsi di un passato glorioso dimenticando la perdita delle colonie americane avvenuta nel secolo precedente. Durante l'Esposizione iberoamericana di Siviglia, svoltasi durante il governo di Primo de Rivera, fu assegnato il nome di Magellano a una strada che portava al luogo dell'America; durante l'EXPO portoghese del 1940, a Lisbona sotto la dittatura di Salazar, una statua con l'effigie di Magellano campeggiava dietro quella di Enrico il Navigatore. Non potendo la sua figura considerarsi legata a una sola nazione, la sua rilevanza continuava a essere ritenuta secondaria. Fu la già menzionata biografia di Stefan Zweig, pubblicata nel 1938, a conferire a Magellano un'aura che andava oltre la penisola iberica; ciò aprì un nuovo capitolo di ricerche che spinse gli autori lusitani a interessarsi nuovamente al navigatore. Il popolo portoghese, spinto da alcune frange nazionaliste, invertì la tendenza e finì per rivendicare completamente la figura di Magellano come parte integrante della patria portoghese.

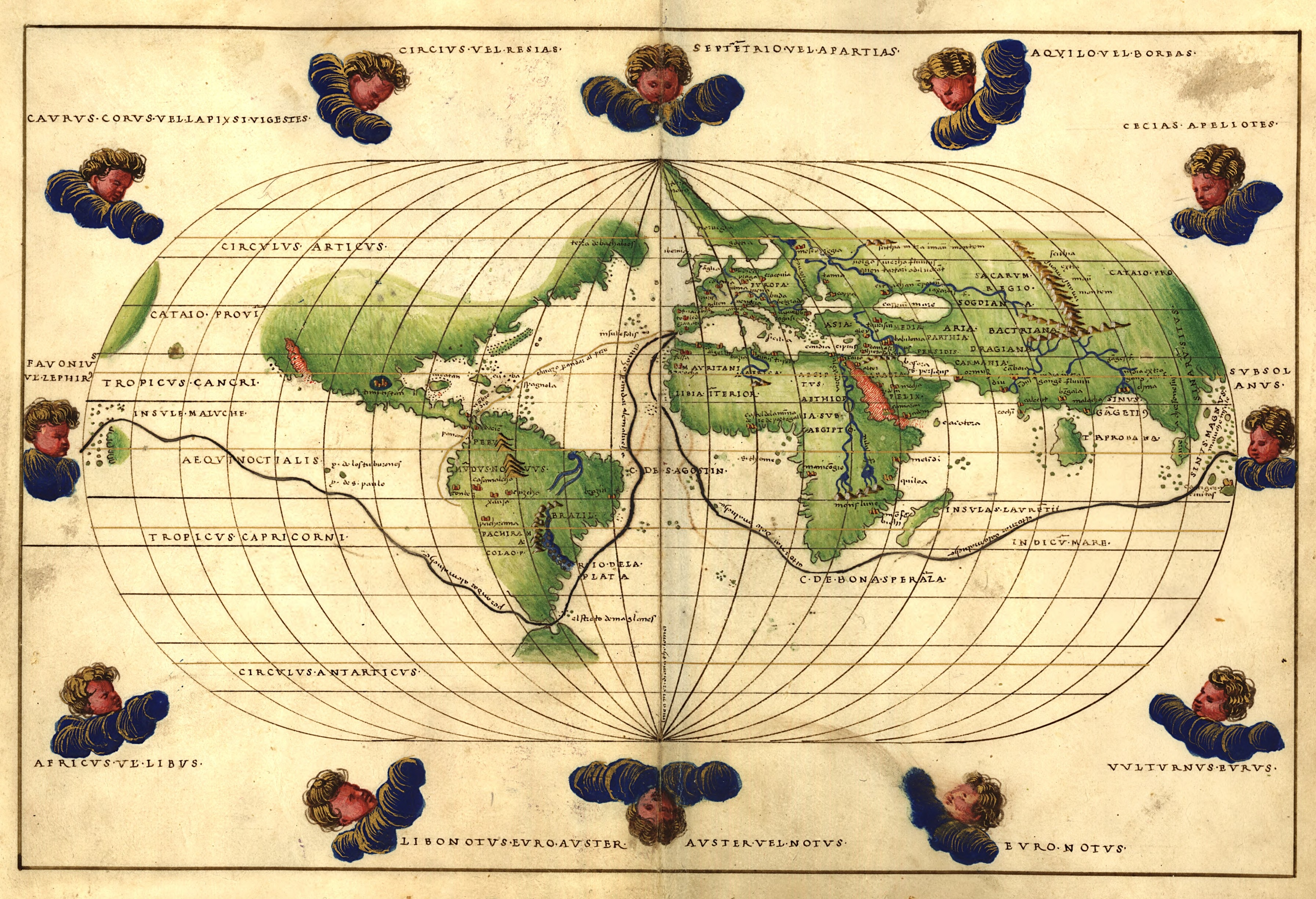
Mappamondo che mostra la via compiuta da Magellano ed Elcano realizzato da Battista Agnese, Atlante nautico, Venezia, 1544

Nel 2017, il Portogallo propose di inserire la Rotta di Magellano nell'elenco dei patrimoni dell'umanità dell'UNESCO. La procedura si concluse con esito positivo, ma nel 2019, in occasione del 500º anniversario della partenza, la Real Academia de la Historia di Madrid ribadì che la circumnavigazione del globo fu un'impresa «esclusivamente spagnola». In tale contesto, alcuni deputati dei partiti della destra spagnola accusarono la sinistra al potere di svendere la memoria di Magellano e di volerla condividere con il Portogallo; la rivalità tra i due Paesi fece così riemergere vecchie ruggini che si sperava fossero ormai sopite. Durante un convegno organizzato nel 2018 a Valladolid (Primus circumdedisti me, frase iscritta sullo stemma di Elcano), lo storico Serge Gruzinski si è espresso a favore di una storia del giro del mondo «scevra dal suo contesto strettamente castigliano-portoghese e integrata in una memoria europea globale». Inoltre, proponeva che la domanda all'UNESCO avrebbe dovuto essere presentata congiuntamente da Lisbona e Madrid.

## Influenza culturale

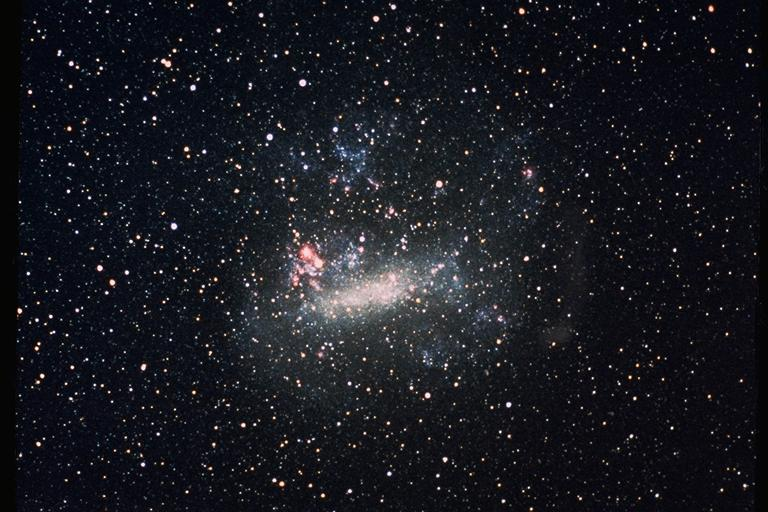
La Grande Nube di Magellano

Sono numerosi i prestiti che si devono al navigatore portoghese in diversi ambiti. Si pensi, ad esempio, alle nubi di Magellano, che presero il suo nome all'inizio del XIX secolo e furono fugacemente descritte come «nugolette» nel resoconto della spedizione da lui guidata, così come alla sonda spaziale Magellano, realizzata nel 1989 e che, tra il 1990 e il 1994, orbitò attorno a Venere. Da ricordare anche il pinguino di Magellano (Spheniscus magellanicus), così chiamato dagli zoologi per ricordare come l'esploratore avesse osservato questa specie nel 1520 durante il suo viaggio nel sud del continente sudamericano. I telescopi Magellano sono due strumenti ottici gemelli con uno specchio principale di 6,5 metri di diametro, situati presso l'osservatorio di Las Campanas, in Cile.
Tre crateri, due dei quali situati sulla Luna (Magellano e il suo cratere satellite "Magelhaens A") e uno su Marte ("Magelhaens"), devono il loro nome al navigatore portoghese e presentano la designazione "Magelhaens".

## Nella cultura di massa
Nel manga/anime One Piece è presente un personaggio di nome Magellan: è il direttore della prigione governativa sottomarina di Impel Down, che racchiude i nemici più pericolosi del Governo Mondiale, e rappresenta l'antagonista principale di questo arco narrativo.
Il "magellan" è un trick utilizzato nel calcio freestyle che indica un movimento del piede a simulare la circumnavigazione compiuta da Magellano: in questo caso il piede oltrepassa totalmente il pallone e torna indietro al punto di partenza mentre il pallone è ancora in aria.
Nel 2019, Magellano è apparso sul retro di una moneta commemorativa da 2 euro emessa dal Portogallo per celebrare il 500º anniversario della sua circumnavigazione.
La canzone Magellano del cantautore italiano Francesco Gabbani è dedicata proprio all'epopea del navigatore lusitano.
Nella serie Animaniacs, Magellano è protagonista di una canzone intitolata "La ballata di Magellano", cantata sulle note di Get along little doggie, in cui i Warner assistono il navigatore nella ricerca delle Indie passando da Ovest, fino alla sua prematura morte.
Ferdinando Magellano è al centro della serie TV spagnola Senza confini (2022), che narra la sua spedizione; il suo ruolo è interpretato dall'attore brasiliano Rodrigo Santoro.
Nel videogioco Death Stranding 2, sviluppato da Kojima Productions, la nave usata come base operativa mobile dalla compagnia Drawbridge si chiama Magellano DHV. 

### Esplicative
1. ↑  Il suo nome compare in varie forme prima che i cartografi lo latinizzassero in Magellanus, da cui Magellano.
2. 1 2  L'unico documento del XVI secolo che riferisce un qualche luogo di nascita è un manoscritto di Fernando de Oliveira (1507-1581) realizzato intorno al 1560. Nel testo si legge che Magellano era «nato a Porto»: Salomoni (2021), p. 20. Se si confrontano gli indizi a disposizione con altre due fonti manoscritte inedite e scoperte di recente, l'ipotesi sopra espressa va considerata abbastanza verosimile: Zweig (2013), p. 25. Al contrario, l'informazione secondo cui Magellano nacque a Sabrosa è falsa, in quanto caldeggiata da documenti del XIX secolo la cui non veridicità è stata ampiamente dimostrata da quattro storici portoghesi negli anni 1921-1939: Zweig (2013), p. 23. La riproposizione di questo errore è stata talmente ampia nell'ultimo secolo e mezzo, essendo stata compiuta anche da storici assai autorevoli, che quell'informazione veniva ormai ritenuta veritiera: Zweig (2013), p. 25.
3. ↑  Una riunione convocata nel 1505 dal re Ferdinando il Cattolico per incoraggiare le esplorazioni marittime che avrebbero aperto l'apertura della rotta delle spezie. A quest'incontro parteciparono Juan Rodríguez de Fonseca, Amerigo Vespucci e Vicente Yáñez Pinzón.
4. ↑  55 tornarono a Siviglia a bordo della San Antonio, la quale disertò, uno discese alle Canarie, 35 tornarono in Europa anni dopo in vari modi e tra diverse peripezie. Per approfondire, si veda il capitolo specifico dedicato ai membri della spedizione.
5. ↑  Agostino d'Ippona, dottore della Chiesa, aveva espresso i suoi dubbi sul fatto che gli antipodi fossero abitati, il che dimostra che ne conosceva e ammetteva l'esistenza. Tommaso d'Aquino, un altro eminente filosofo cristiano, postulava nei suoi testi l'indubbia affidabilità delle Sacre Scritture con riferimento all'ambito religioso, ritenendo al contempo le conoscenze messe a disposizione da Aristotele in campo scientifico sufficientemente complete. Più nello specifico, quest'ultimo affermava che la Terra fosse sferica ma immobile al centro dell'universo.

### Bibliografiche
1. ↑  Castro (2007), p. 37.
2. ↑  Zweig (2013), p. 43.
3. ↑  Castro (2007), p. 42.
4. ↑  Zweig (2013), p. 24.
5. ↑  Castro (2007), p. 43.
6. ↑  Zweig (2013), p. 31.
7. ↑  Castro (2007), p. 45.
8. ↑  Nowell (2018), p. 57.
9. ↑  Castro (2007), pp. 49-50.
10. 1 2  Zweig (2013), p. 36.
11. ↑  Zweig (2013), p. 40.
12. ↑  Castro (2007), p. 54.
13. ↑  In un passo dello storico Damião de Góis tratto dalla sua Cronaca del re D. Manuele pubblicata nel 1567, l'autore afferma che Magellano «ruppe i legami con il suo Paese natale - dal quale si era allontanato con "meccanismi" pubblici». Herrera ribadisce tale informazione nel 1601, affermando che il navigatore «decise di "snaturalizzarsi" [...] dopo aver stipulato un atto davanti a un notaio», passando al servizio della Spagna nell'ottobre 1517. Si tratta di una ricostruzione ambigua, se non altro perché questa procedura di "snaturalizzazione" non esisteva legalmente: era tuttalpiù possibile rinunciare alla propria nazionalità in terra straniera, ma non nella propria. Può darsi che l'«atto notarile» menzionato da Damião de Góis sia in realtà frutto della fantasia del cronista: Nowell (2018), p. 61. Va aggiunto che il cambio di ortografia del nome da Magalhães a Magallanes era una pratica comune quando un suddito di un re offriva i suoi servigi a un altro. Gli esempi non mancano tra i navigatori, se si pensa a Giovanni Caboto o a Juan de Solís.
14. ↑  Zweig (2013), p. 21.
15. 1 2  Abulafia (2020), p. 774.
16. ↑  (EN) Ferdinand Magellan, su weebly.com. URL consultato il 14 luglio 2022 (archiviato dall'url originale il 14 luglio 2022).
17. ↑  Castro (2007), pp. 55-56.
18. ↑  Zweig (2013), p. 54.
19. ↑  Zweig (2013), p. 42.
20. ↑  Castro (2007), pp. 326-328.
21. ↑  Zweig (2013), p. 56.
22. 1 2  Castro (2007), pp. 329-332.
23. ↑  Bergreen (2019), p. 60.
24. ↑  Zweig (2013), p. 71.
25. 1 2 3  Abulafia (2020), p. 725.
26. ↑  Castro (2007), p. 515.
27. ↑  Zweig (2013), p. 72.
28. ↑  Zweig (2013), p. 37.
29. 1 2 3  Zweig (2013), p. 82.
30. ↑  Castro (2007), p. 347.
31. ↑  Castro (2007), p. 487.
32. ↑  Zweig (2013), p. 102.
33. 1 2  Zweig (2013), p. 84.
34. 1 2  Castro (2007), p. 97.
35. ↑  Zweig (2013), pp. 92-98.
36. ↑  Castro (2007), pp. 362-364.
37. ↑  Zweig (2013), pp. 97-98.
38. ↑  Zweig (2013), p. 97.
39. ↑  Castro (2007), p. 104.
40. 1 2 3  Castro (2007), p. 369.
41. ↑  (EN) Chris Moss, Patagonia: A Cultural History, Andrews UK Limited, 2016,  p. 31, ISBN 978-19-08-49334-7.
42. ↑  Castro (2007), pp. 372-374.
43. ↑  Salomoni (2021), p. 72.
44. ↑  Zweig (2013), p. 70.
45. 1 2  Garcia (2019), pp. 85-94.
46. ↑  Castro et al. (2010), p. 45.
47. ↑  Castro et al. (2010), pp. 15-18, 45-49, 439-440 (nota 2), 935.
48. ↑  Castro et al. (2010), pp. 22-23, 28, 55-57, 65-67, 69, 332-334.
49. ↑  de Lasa e Luiz (2021), p. 45.
50. ↑  Castro et al. (2010), pp. 56, 523, 545, 794, 829.
51. ↑  Salomoni (2021), p. 35.
52. ↑  Bergreen (2019), p. 52.
53. ↑  Castro et al. (2010), p. 980, nota 1.
54. ↑  Zweig (2013), p. 115.
55. ↑  Salomoni (2021), p. 74.
56. 1 2 3  Zweig (2013), p. 116.
57. 1 2 3  Vecchio (2016), p. 5.
58. ↑  Castro (2007), pp. 379-381.
59. ↑  Pigafetta, p. 52.
60. ↑  Bergreen (2019), p. 278.
61. ↑  Salomoni (2021), p. 78.
62. ↑  Nowell (2018), p. 184.
63. ↑  Castro (2007), pp. 164-167.
64. 1 2  Zweig (2013), p. 132.
65. ↑  Castro (2007), p. 170.
66. ↑  Castro (2007), pp. 409-410.
67. 1 2 3  Zweig (2013), pp. 135-136.
68. ↑  Zweig (2013), p. 133.
69. ↑  Castro (2007), p. 175.
70. 1 2  Zweig (2013), pp. 138-139.
71. ↑  Castro (2007), p. 200.
72. ↑  Castro (2007), p. 229.
73. ↑  Zweig (2013), p. 141.
74. ↑  Castro (2007), p. 227.
75. 1 2  Zweig (2013), pp. 143-144.
76. ↑  Castro (2007), p. 536.
77. ↑  Castro (2007), p. 261.
78. 1 2  Castro (2007), pp. 26-27.
79. 1 2  Vecchio (2016), p. 6.
80. ↑   Mauro Bini e Francesco Sicilia, Alla scoperta del mondo: l'arte della cartografia da Tolomeo a Mercatore, Il Bulino, 2002,  p. 130, ISBN 978-88-86-25133-4.
81. ↑  Castro (2007), p. 32.
82. ↑  Casetti et al. (2021), p. 91.
83. 1 2 3 4 5  (FR) Olivier Thomas, À qui appartient Magellan?, in L'Histoire, n. 476, ottobre 2020,  pp. 56-57.
84. 1 2  Castro (2007), p. 36.
85. ↑  Bergreen (2019), p. 7.
86. ↑  (EN) Route of Magellan. First around the World, su whc.unesco.org. URL consultato il 13 luglio 2022.
87. ↑  (ES) Jesús García Calero, Lo dice la Real Academia de la Historia: la Primera Vuelta al Mundo fue exclusivamente española, su abc.es, 10 marzo 2019. URL consultato il 13 luglio 2022.
88. 1 2   Gianluca Barbera, La Spagna e il Portogallo litigano per Magellano. Ma è patrimonio di tutti, su Il Giornale, 25 aprile 2019. URL consultato il 14 aprile 2022.
89. ↑   Francesco Olivo, Sovranismo in mare: "Magellano era spagnolo. Lisbona se ne appropria", su La Stampa, 12 marzo 2019. URL consultato il 14 aprile 2022.
90. ↑  (FR) Les Portugais s'amusent de voir des Espagnols revendiquer l'exploit de Magellan, su Le Figaro, 11 marzo 2019. URL consultato il 14 aprile 2022.
91. ↑  Casetti et al. (2021), p. 449.
92. ↑  Salomoni (2021), p. 61.
93. ↑   Nadia Cavalleri, Telescopio Gigante Magellano, alla ricerca della vita nell'Universo, su Sky TG24, 20 ottobre 2021. URL consultato il 13 luglio 2022.
94. ↑  (EN) Cody Perez et al., Biggest Changes in Death Stranding 2, su IGN, 24 giugno 2025.

### Fonti primarie
- Antonio Pigafetta, Relazione del primo viaggio intorno al mondo, a cura di M. Fernández, Rayuela Edizioni, 2019, ISBN 978-88-97-32545-1.

### Fonti secondarie
- David Abulafia, Storia marittima del mondo, traduzione di Massimo Parizzi e Chiara Rizzo, Edizioni Mondadori, 2020, ISBN 978-88-35-70542-0.
- Laurence Bergreen, Oltre i confini del mondo: Magellano e la circumnavigazione del globo, traduzione di Stefania Cherchi, Harper Collins Italia, 2019, ISBN 978-88-58-99703-1.
- Lapo Casetti, Michela Graziani e Salomé Vuelta García, Nel segno di Magellano tra terra e cielo, Firenze University Press, 2021, ISBN 978-88-55-18467-0.
- (FR) Xavier de Castro, Le Voyage de Magellan: (1519-1522), Chandeigne, 2007.
- (FR) Xavier de Castro, Jocelyne Hamon e Luís Filipe Thomaz, Le voyage de Magellan (1519-1522), collana Magellane, Parigi, Chandeigne, 2010, ISBN 978-29-15-54057-4.
- (EN) Luis Ignacio de Lasa e María Teresa Luiz, The Southernmost End of South America Through Cartography: Tierra del Fuego, the South Atlantic Ocean and Antarctica from the 16th to 19th Century, Springer Nature, 2021, ISBN 978-30-30-65879-3.
- (PT) José Manuel Garcia, Fernão de Magalhães: herói, traidor ou mito: a história do primeiro homem a abraçar o mundo, Manuscrito, 2019, ISBN 978-98-98-97525-6.
- (EN) Charles Edward Nowell, Magellan's Voyage Around the World: Three Contemporary Accounts, Pickle Partners Publishing, 2018, ISBN 978-17-89-12708-9.
- David Salomoni, Magellano: Il primo viaggio intorno al mondo, Gius.Laterza & Figli Spa, 2021, ISBN 978-88-58-14794-8.
- Erica Vecchio, Un oceano di sguardi: Gli europei alla scoperta del Pacifico, gli oceaniani alla scoperta dell'Europa, Soldiershop Publishing, 2016, ISBN 978-88-93-27165-3.
- Stefan Zweig, Magellano, Bur, 2013, ISBN 978-88-58-64556-7.